# Alma Lavenson
Alma Ruth Lavenson (geb. 20. Mai 1897 in San Francisco; gest. 19. September 1989 in Piedmont, CA) war eine amerikanische Fotografin aus dem Umfeld der Gruppe f/64. Sie war Teilnehmerin der Ausstellung The Family of Man.

## Leben und Werk
Alma Ruth war das einzige Kind von Amy Lavenson (geborene Furth) und Albert Lavenson, Sohn deutscher Immigranten. Ihre fotografischen Anfänge machte sie um 1919, als sie an der University of California, Berkeley in Psychologie abgeschlossen hatte. Sie fotografierte hauptsächlich in Oakland, wo sie aufgewachsen war, nachdem die Familie San Francisco nach dem Erdbeben von 1906 verlassen hatte. Beeinflusst war sie anfänglich vom Piktorialismus. Als junge Frau und angehende Fotografin suchte sie mit Arbeitsproben und einem Empfehlungsschreiben Edward Weston auf. Bald nach dieser Begegnung, bei der Weston ihr geraten hatte, Richtung „Modernism“ zu arbeiten, begann sie, Architektur, Maschinen und Stillleben zu fotografieren. Bald zählte Imogen Cunningham zu ihren Bekannten, die Freundschaft der beiden Fotokünstlerinnen hatte ihr ganzes Leben lang Bestand.
1932 wurde sie zur Beteiligung an der Ausstellung der frischen f/64 eingeladen. Dieser Öffentlichkeit folgten insgesamt drei Einzelausstellungen im San Francisco Museum of Modern Art sowie eine Solopräsentation im Brooklyn Museum und Gruppenausstellungen im Metropolitan Museum of Art und im Museum of Modern Art in New York. Beteiligt war Lavenson auch in The Family of Man von Edward Steichen. Bei einem Fotowettbewerb schnitt Alma Lavenson als Zweitgereihte nach Edward Weston und zwei Plätze vor Ansel Adams ab. Nach ihrer Hochzeit mit dem Juristen Matt Wahrhaftig bekam Alma Lavenson zwei Söhne. Nach dem Tod ihres Mannes im Jahr 1957 reiste sie und wendete sich wieder stärker dem Fotografieren zu.
Bei ihrem Tod im Alter von 92 Jahren hatte sie an die sieben Jahrzehnte fotografiert und, so ein Porträt in der New York Times, lange genug gelebt, um die Transamerica Pyramid zu fotografieren. Zu ihren bekannteren Aufnahmen gehört das Selbstporträt ihrer zarten Hände, die eine Kamera halten und einrichten („a lovely self-portrait of her delicate hands holding a camera and adjusting its lens“). Diese Fotografie ist unter anderem auch integriert in die Privatsammlung von Elton John.

## Publikation
- Alma Lavenson: Photographs. Hrsg.: Susan Ehrens. University of New Mexico Press, 1990 (englisch).